# ムハンマド・フージャ
ムハンマド・フージャ（Mohammed Khojah、1982年3月15日 - ）は、サウジアラビアの元サッカー選手。元サウジアラビア代表。ポジションはゴールキーパー。

## 来歴
2005年にサウジアラビア代表デビュー。出場機会は無かったが、2006 FIFAワールドカップのメンバーにも選ばれた。2007年までに13試合に出場した。

## 代表歴

### 出場大会
- サウジアラビア代表
  - 2006 FIFAワールドカップ

### 試合数
- 国際Aマッチ 13試合 0得点（2005年-2007年）[1]

| サウジアラビア代表 | 国際Aマッチ | 国際Aマッチ |
| 年                 | 出場        | 得点        |
| ------------------ | ----------- | ----------- |
| 2005               | 1           | 0           |
| 2006               | 6           | 0           |
| 2007               | 6           | 0           |
| 通算               | 13          | 0           |